# Kalvtjärnarna, Jämtland
Kalvtjärnarna är en sjö i Åre kommun i Jämtland och ingår i Indalsälvens huvudavrinningsområde.